# Lijst van rijksmonumenten in de Utrechtsestraat (Amsterdam)
Een overzicht van de 40 rijksmonumenten in de Utrechtsestraat in Amsterdam.
| Object                                                                                        | Oorspronkelijke functie? | Bouwjaar                       | Architect    | Locatie              | Coördinaten?                  | Nr.?   | Afbeelding                                                                                    |
| --------------------------------------------------------------------------------------------- | ------------------------ | ------------------------------ | ------------ | -------------------- | ----------------------------- | ------ | --------------------------------------------------------------------------------------------- |
| Kantoorgebouw                                                                                 | Handel en kantoor        | 1899                           |              | Utrechtsestraat 2    | 52° 21' 57" NB, 4° 53' 51" OL | 518404 | Kantoorgebouw                                                                                 |
| Pand met klokgevel                                                                            | Gebouw                   | eerste helft 18e eeuw          |              | Utrechtsestraat 12   | 52° 21' 56" NB, 4° 53' 51" OL | 5835   | Meer afbeeldingen                                                                             |
| Pand met gevel onder rechte lijst met consoles, triglyfen en dakkapel                         | Gebouw                   | laatste kwart 18e eeuw         |              | Utrechtsestraat 37   | 52° 21' 52" NB, 4° 53' 53" OL | 5820   | Meer afbeeldingen                                                                             |
| Pand met gevel onder klokvormige top met rollagen                                             | Gebouw                   | 18e/19e eeuw                   |              | Utrechtsestraat 53   | 52° 21' 51" NB, 4° 53' 54" OL | 5821   | Meer afbeeldingen                                                                             |
| Hoekhuis met voorgevel in neo-renaissancestijl                                                | Gebouw                   | 17e/19e eeuw                   |              | Utrechtsestraat 61   | 52° 21' 49" NB, 4° 53' 55" OL | 5822   | Meer afbeeldingen                                                                             |
| Huis met gevel onder klossenlijst                                                             | Gebouw                   | 18e eeuw (kern)                |              | Utrechtsestraat 67   | 52° 21' 48" NB, 4° 53' 55" OL | 5823   | Meer afbeeldingen                                                                             |
| Huis met gevel onder rechte lijst met consoles                                                | Gebouw                   | 18e eeuw (kern)                |              | Utrechtsestraat 69   | 52° 21' 48" NB, 4° 53' 55" OL | 5824   | Meer afbeeldingen                                                                             |
| Pand met gevel onder rechte lijst met consoles                                                | Gebouw                   | ca. 1800                       |              | Utrechtsestraat 75   | 52° 21' 48" NB, 4° 53' 55" OL | 5825   | Meer afbeeldingen                                                                             |
| Winkel en bovenwoningen                                                                       | Woonhuis                 | 1879-1880                      |              | Utrechtsestraat 91   | 52° 21' 47" NB, 4° 53' 56" OL | 518403 | Upload foto                                                                                   |
| Hoekhuis met voorgevel onder rechte lijst met dakkapel afgeronde pui waarboven nis op de hoek | Gebouw                   | 19e eeuw                       |              | Utrechtsestraat 93   | 52° 21' 46" NB, 4° 53' 56" OL | 5826   | Hoekhuis met voorgevel onder rechte lijst met dakkapel afgeronde pui waarboven nis op de hoek |
| Pand met halsgevel                                                                            | Gebouw                   | derde kwart 17e eeuw           |              | Utrechtsestraat 97   | 52° 21' 46" NB, 4° 53' 56" OL | 5827   | Pand met halsgevel                                                                            |
| Pand met gevel onder rechte lijst                                                             | Gebouw                   | 19e eeuw                       |              | Utrechtsestraat 107  | 52° 21' 45" NB, 4° 53' 56" OL | 5828   | Meer afbeeldingen                                                                             |
| Pand met klokgevel met oeils-de-boeuf                                                         | Gebouw                   | tweede kwart 17e eeuw          |              | Utrechtsestraat 111A | 52° 21' 45" NB, 4° 53' 56" OL | 5829   | Pand met klokgevel met oeils-de-boeuf                                                         |
| Huis met gepleisterde gevel onder klokvormige top                                             | Gebouw                   | 17e/18e/19e eeuw               |              | Utrechtsestraat 113  | 52° 21' 45" NB, 4° 53' 56" OL | 5830   | Meer afbeeldingen                                                                             |
| Winkelwoonhuis                                                                                | Werk-woonhuis            | 1894 (verb./uitbr.)            | G. van Arkel | Utrechtsestraat 30   | 52° 21' 52" NB, 4° 53' 52" OL | 518371 | Winkelwoonhuis                                                                                |
| Pand met halsgevel                                                                            | Gebouw                   | derde kwart 17e eeuw           |              | Utrechtsestraat 32   | 52° 21' 52" NB, 4° 53' 53" OL | 5836   | Upload foto                                                                                   |
| Huis met gevel onder rechte lijst                                                             | Gebouw                   | 19e eeuw                       |              | Utrechtsestraat 40   | 52° 21' 51" NB, 4° 53' 53" OL | 5837   | Meer afbeeldingen                                                                             |
| Huis met gevel onder rechte lijst                                                             | Gebouw                   | derde kwart 19e eeuw           |              | Utrechtsestraat 42A  | 52° 21' 51" NB, 4° 53' 53" OL | 5838   | Meer afbeeldingen                                                                             |
| Pand met gevel onder rechte lijst                                                             | Werk-woonhuis            | eerste helft 19e eeuw          |              | Utrechtsestraat 54   | 52° 21' 48" NB, 4° 53' 54" OL | 5839   | Pand met gevel onder rechte lijst                                                             |
| Pand met trapgevel                                                                            | Bedrijfs-,fabriekswoning | tweede helft 17e eeuw          |              | Utrechtsestraat 58   | 52° 21' 48" NB, 4° 53' 54" OL | 5840   | Upload foto                                                                                   |
| Pand met klokgevel                                                                            | Gebouw                   | derde kwart 17e eeuw           |              | Utrechtsestraat 66   | 52° 21' 47" NB, 4° 53' 54" OL | 5841   | Meer afbeeldingen                                                                             |
| Pand met klokgevel                                                                            | Gebouw                   | derde kwart 17e eeuw           |              | Utrechtsestraat 68   | 52° 21' 47" NB, 4° 53' 54" OL | 5842   | Meer afbeeldingen                                                                             |
| Pand met gevel onder simpele klokvormige top                                                  | Gebouw                   | 17e/19e eeuw                   |              | Utrechtsestraat 86   | 52° 21' 45" NB, 4° 53' 55" OL | 5843   | Pand met gevel onder simpele klokvormige top                                                  |
| Pand met gevel waarvan de beëindiging                                                         | Werk-woonhuis            | 18e/19e eeuw                   |              | Utrechtsestraat 90   | 52° 21' 45" NB, 4° 53' 55" OL | 5845   | Pand met gevel waarvan de beëindiging                                                         |
| Huis met gevel onder in het midden om het zoldervenster verhoogde lijst met consoles          | Gebouw                   | derde kwart 19e eeuw (venster) |              | Utrechtsestraat 92   | 52° 21' 45" NB, 4° 53' 55" OL | 5846   | Upload foto                                                                                   |
| Pand met trapgevel                                                                            | Gebouw                   | tweede helft 17e eeuw          |              | Utrechtsestraat 94   | 52° 21' 45" NB, 4° 53' 55" OL | 5847   | Pand met trapgevel                                                                            |
| Pand met trapgevel                                                                            | Gebouw                   | tweede helft 17e eeuw          |              | Utrechtsestraat 96A  | 52° 21' 45" NB, 4° 53' 55" OL | 5848   | Pand met trapgevel                                                                            |
| Pand met gevel onder gesneden rechte lijst met consoles                                       | Gebouw                   | laatste kwart 18e eeuw         |              | Utrechtsestraat 123  | 52° 21' 43" NB, 4° 53' 57" OL | 5831   | Pand met gevel onder gesneden rechte lijst met consoles                                       |
| Hoekhuis met gevels onder omlopende rechte lijst                                              | Gebouw                   | 19e eeuw                       |              | Utrechtsestraat 135  | 52° 21' 42" NB, 4° 53' 58" OL | 5832   | Hoekhuis met gevels onder omlopende rechte lijst                                              |
| Pand met lage trapgevel met vleugelstukken in de top, bekronende leeuw en gevelsteen          | Gebouw                   | 1667 (gevelsteen)              |              | Utrechtsestraat 141  | 52° 21' 41" NB, 4° 53' 58" OL | 5834   | Meer afbeeldingen                                                                             |
| Pand met gevel onder rechte lijst                                                             | Werk-woonhuis            | eerste helft 19e eeuw          |              | Utrechtsestraat 106  | 52° 21' 43" NB, 4° 53' 56" OL | 5849   | Pand met gevel onder rechte lijst                                                             |
| Pand met gevel onder rechte lijst                                                             | Werk-woonhuis            | eerste helft 19e eeuw          |              | Utrechtsestraat 108  | 52° 21' 42" NB, 4° 53' 56" OL | 5850   | Pand met gevel onder rechte lijst                                                             |
| Pand met gevel onder rechte lijst                                                             | Gebouw                   | eerste helft 19e eeuw          |              | Utrechtsestraat 114  | 52° 21' 42" NB, 4° 53' 56" OL | 5851   | Meer afbeeldingen                                                                             |
| Pand met halsgevel                                                                            | Gebouw                   | derde kwart 17e eeuw           |              | Utrechtsestraat 116  | 52° 21' 42" NB, 4° 53' 56" OL | 5852   | Pand met halsgevel                                                                            |
| Pand met halsgevel                                                                            | Werk-woonhuis            | 17e/19e eeuw                   |              | Utrechtsestraat 118  | 52° 21' 42" NB, 4° 53' 56" OL | 5853   | Pand met halsgevel                                                                            |
| Pand met gevel onder rechte lijst met consoles, triglyfen en twee vazen in het fries          | Gebouw                   | tegen 1800 (vazen?)            |              | Utrechtsestraat 120  | 52° 21' 42" NB, 4° 53' 57" OL | 5854   | Pand met gevel onder rechte lijst met consoles, triglyfen en twee vazen in het fries          |
| Hoekhuis met gevel onder rechte lijst                                                         | Gebouw                   | 17e/18e/19e eeuw               |              | Utrechtsestraat 122  | 52° 21' 42" NB, 4° 53' 57" OL | 5855   | Meer afbeeldingen                                                                             |
| Pand met gevel onder klokvormige top met rollagen                                             | Gebouw                   | 17e/19e eeuw                   |              | Utrechtsestraat 128  | 52° 21' 41" NB, 4° 53' 57" OL | 5856   | Pand met gevel onder klokvormige top met rollagen                                             |
| Pand met gevel onder klokvormige top met rollagen                                             | Gebouw                   | 17e/19e eeuw                   |              | Utrechtsestraat 130A | 52° 21' 41" NB, 4° 53' 57" OL | 5857   | Pand met gevel onder klokvormige top met rollagen                                             |
| Hoekhuis onder schilddak waarin drie dakkapellen                                              | Gebouw                   | derde kwart 18e eeuw           |              | Utrechtsestraat 140  | 52° 21' 40" NB, 4° 53' 57" OL | 5858   | Hoekhuis onder schilddak waarin drie dakkapellen                                              |